# Рольф Ліндшау
Рольф Ліндшау (нім. Rolf Lindschau; 2 листопада 1914, Фемарн — 18 серпня 1997) — німецький офіцер-підводник, оберлейтенант-цур-зее резерву крігсмаріне.

## Біографія
1 жовтня 1936 року вступив на флот. Після проходження підготовки в листопаді 1937 року звільнений у відставку. 3 вересня 1939 року призваний на флот. З листопада 1940 року — вахтовий офіцер, потім — командир човна в 16-й флотилії форпостенботів.
З 28 лютого по 15 вересня 1943 року пройшов курс підводника, з 16 вересня по 17 жовтня — курс командира підводного човна. 19 жовтня 1943 року направлений на будівництво підводного човна U-249. З 20 листопада 1943 по 16 липня 1944 року — командир U-249. 15 серпня 1944 року направлений на будівництво U-3017. З 5 січня 1945 року — командир U-3017. 9 травня 1945 року здався британським військам. 18 серпня 1945 року звільнений.

## Звання
- Рекрут (1 жовтня 1936)
- Оберматрос резерву (20 вересня 1937)
- Штурмансмат резерву (26 квітня 1940)
- Штурман резерву (6 лютого 1941)
- Лейтенант-цур-зее резерву (1 грудня 1941)
- Оберлейтенант-цур-зее резерву (1 вересня 1943)

## Нагороди
- Залізний хрест
  - 2-го класу (1941)
  - 1-го класу (25 квітня 1942)
- Нагрудний знак мінних тральщиків (1941)